# Hochwasserrückhaltebecken Jonenbach
Das Hochwasserrückhaltebecken Jonenbach, auch Rückhaltebecken Jonental genannt, war zum Zeitpunkt der Inbetriebnahme eines der 21 existierenden und sechs geplanten Rückhaltebecken im Kanton Zürich in der Schweiz. Es wurde zum Schutz der Gemeinden Affoltern am Albis und Zwillikon vor Hochwasser des 17 Kilometer langen Jonenbaches gebaut. Durch den Bau konnten bereits Hochwasser in den Jahren 2007, 2008 und 2021 abgewehrt werden. Das Rückhaltebecken oberhalb des Hochwasserrückhaltedamms stellt ein sogenanntes Trockenbecken oder grünes Becken dar und besteht zu einem grossen Teil aus Waldgebiet. Bei Normalwasser fliesst der Bach durch den Damm hindurch. Bei Hochwasser wird ein Teil des Wassers für kurze Zeit (meist nur Stunden) gestaut.
Dieses Bauvorhaben war ein gemeinsames Projekt des Amts für Abfall, Wasser, Energie und Luft, des Tiefbauamts und weiterer kantonaler Ämter.

## Lage und Geologie

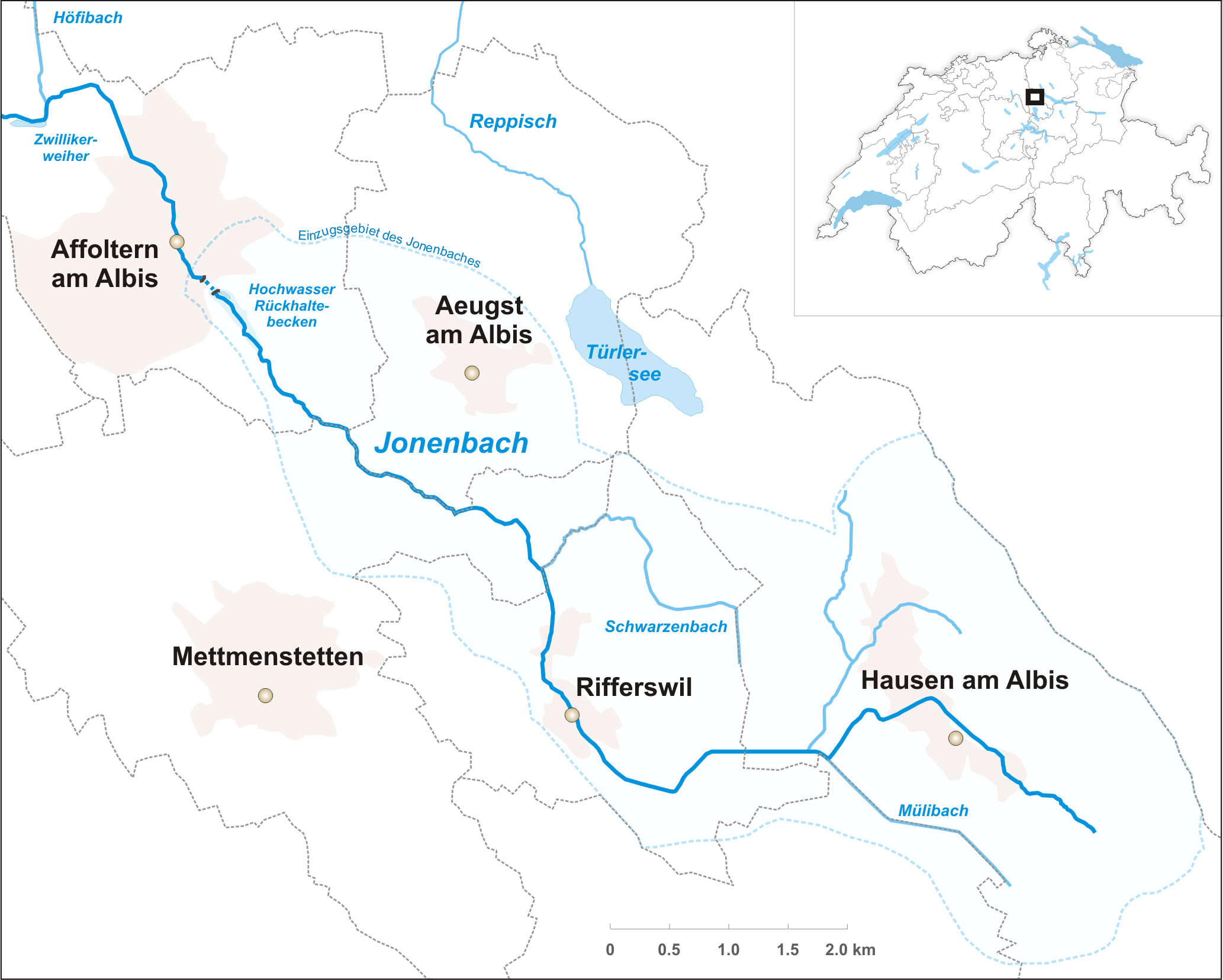
Karte zur Lage des Rückhaltebeckens

Das Rückhaltebecken liegt südöstlich von Affoltern am Albis im Schweizer Kanton Zürich, nahe der Gemeindegrenze zu den Nachbargemeinden Mettmenstetten und Rifferswil. Das Jonental wird von Südosten her vom Jonenbach durchflossen. Kurz vor Affoltern verengt sich das Tal, so dass hier ein Damm mit verhältnismässig wenig Schüttvolumen errichtet werden konnte. Allerdings liegt der Damm damit sehr nahe am Dorf und das nächste Haus ist weniger als 50 Meter entfernt. Der Einzugsbereich für das Wasser im Jonenbach oberhalb von Affoltern beträgt ungefähr 21 km².
In geologischer Hinsicht liegt Affoltern im Molassebecken des Schweizer Mittellandes, welches im Verlaufe des Tertiärs mit dem Abtragungsschutt der entstehenden Alpen aufgefüllt wurde, wobei sich die Sedimente in verschiedene Schichten der Meeresmolasse und Süsswassermolasse unterteilen lassen.

## Situation vor dem Bau des Hochwasserrückhaltebeckens
Der Jonenbach hatte bei Hochwasser vor dem Bau des Hochwasserrückhaltebeckens wiederholt Überschwemmungen verursacht. Die Stützpunktfeuerwehr musste jedes Jahr die Gemeinde mit Sandsäcken vor den Wassermassen schützen und vollgelaufene Keller und Garagen auspumpen. Die Hochwasser entstehen durch Starkregen und dadurch, dass der Mensch immer mehr Raum für sich beansprucht und das Wasser in enge Grenzen verweist. Die vor 1994 vorgestellten Projekte zum Hochwasserschutz fanden jedoch bei der Gemeinde keine Zustimmung.
Bei den beiden starken Hochwassern von 1994 und 1999 stellte die Gemeinde Schäden von mindestens 11,4 Millionen Franken (ungefähr 7,5 Millionen Euro) fest. Nicht enthalten waren darin die Schäden im Siedlungs- und Landwirtschaftsgebiet, die durch die Versicherungen nicht gedeckt sind. Erst nach diesen Hochwassern wurde ein Projekt, welches sich schon 1982 als gute Lösung entpuppt hatte, weiterverfolgt. In diesem Projekt wurde vorgeschlagen, das Hochwasser vor Affoltern mit einem Erdschüttdamm in einem grossen Rückhaltebecken aufzufangen.

## Beschreibung des Rückhaltebeckens
Das Rückhaltebecken stellt ein sogenanntes Trockenbecken oder grünes Becken dar und besteht zu einem grossen Teil aus Waldgebiet. Dieses bedeutet, dass das Wasser des Flusses im Normalfall (Niedrig- und Mittelwasser) ungehindert durch einen Durchlass (1) im Damm geleitet wird (Querschnitt 3,80 m × 2,70 m mit Einlassdrosselung von 1,40 m × 0,95 m). Erst wenn die durch Starkregen anfallende Wassermenge grösser wird als die Menge, die durch den Grundablass (3) im Staudamm abfliessen kann, wird ein Teil des Wassers durch den Damm zurückgehalten und aufgestaut.

Querschnitt des Staudamms: (1) Durchlass, (2) Hochwasserentlastung mit Schwemmholzrechen, (3) Grundablass (Einlauf) mit Rechen und Einlassdrosselung, (4) Auslaufbauwerk mit Fischtreppe, (5) Tosbecken (schnell fliessendes Wasser wird verlangsamt), (6) Fussweg, (7) Dammkrone

Das maximale Stauvolumen des Dammes beträgt ungefähr 392.000 m³ Wasser. Dabei hat sich der Bach oberhalb des Dammes auf einer Länge von etwa einem Kilometer und einer Breite von etwa 150 Metern aufgestaut. Dieser Wasserstand von 513,35 m ü. M. entspricht einer Höhe, wie sie im Mittel alle 100 Jahre einmal erreicht wird. Bei diesem als HQ100 bezeichneten Hochwasser fliessen oberhalb des Dammes etwa 34 m³ Wasser pro Sekunde zu. Durch den Grundablass im Damm fliesst jedoch nur eine Wassermenge von etwa 16 m3/s ab, die vom Bachlauf unterhalb des Dammes sicher aufgenommen werden kann. Dadurch ergibt sich bei einem HQ100 durch den Dammbau eine Dämpfungswirkung von etwa 18 m3/s.
Wird dieser kritische Wasserstand überschritten, so fliesst zusätzlich Wasser durch die Hochwasserentlastung (2) ab, um einen weiteren Anstieg des Wasserspiegels und damit eine Überschwemmung der Dammkrone (7) zu verhindern. Dieser zusätzliche Abfluss mündet im Inneren des Dammes in den eigentlichen Durchlass (1), der hier einen Querschnitt von 3,80 v 4,10 Meter besitzt. Auch bei einem HQ1000 (ein Hochwasser, das im Durchschnitt einmal in 1000 Jahren zu erwarten ist) mit 78 m3/s oder sogar einem HQ10000 mit 116 m3/s Zufluss sollte nach den Berechnungen die Hochwasserentlastung ausreichen. Dieses entspräche einem  Stauspiegel von 1,35 Metern über dem Hochwassereinlaufbauwerk. Zwar würde es dann in der Gemeinde Affoltern auch zu Überschwemmungen kommen, aber im Vergleich zur vorherigen Situation wäre die Wassermenge deutlich reduziert. Erst bei noch weiterem Anstieg des Wasserspiegels würde im sogenannten Überlastfall ein Abfluss über die östlich des Dammes verlaufende Neue Jonentalstrasse erfolgen. Ein Überspülen des Dammes sollte auch dann nicht geschehen.
Der eigentliche Damm wird durch einen rund 163 Meter langen Schüttdamm gebildet und besteht aus Moränenmaterial und tonigem Lehm.

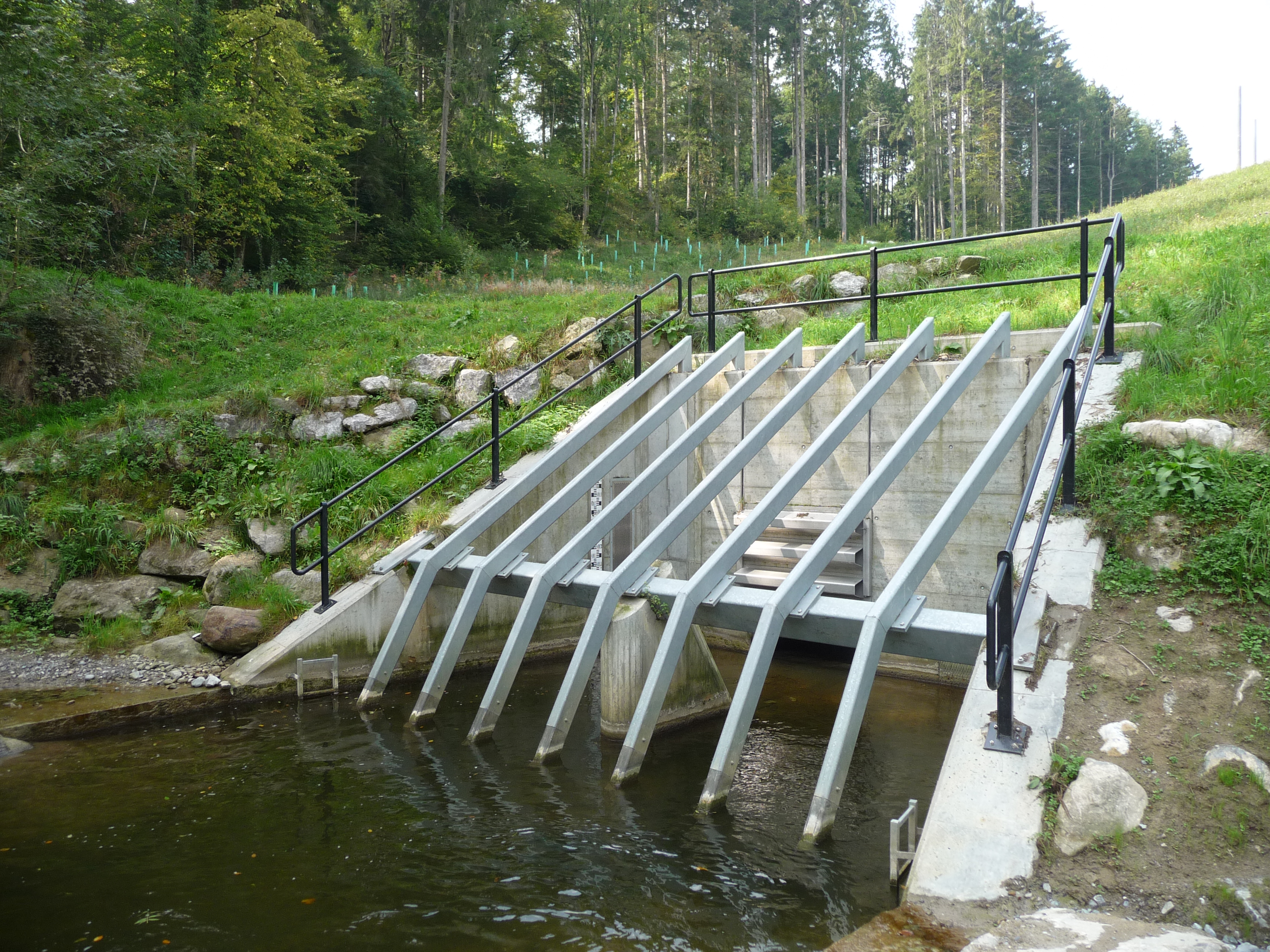
Einlaufbauwerk für den Grundablass (3) mit Rechen und Einlassdrosselung
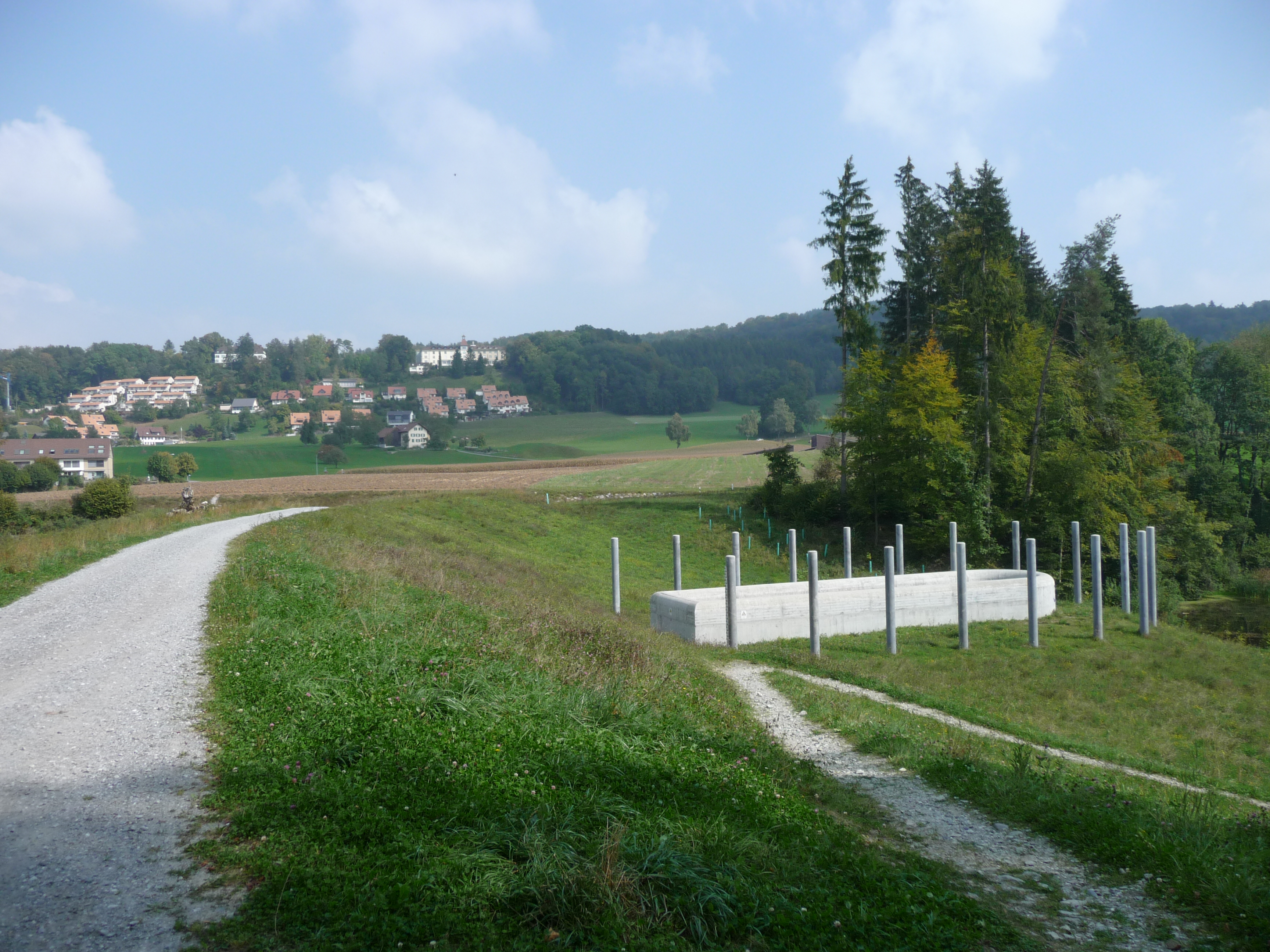
Blick entlang der Dammkrone (7) mit tiefer liegender Hochwasserentlastung (2)
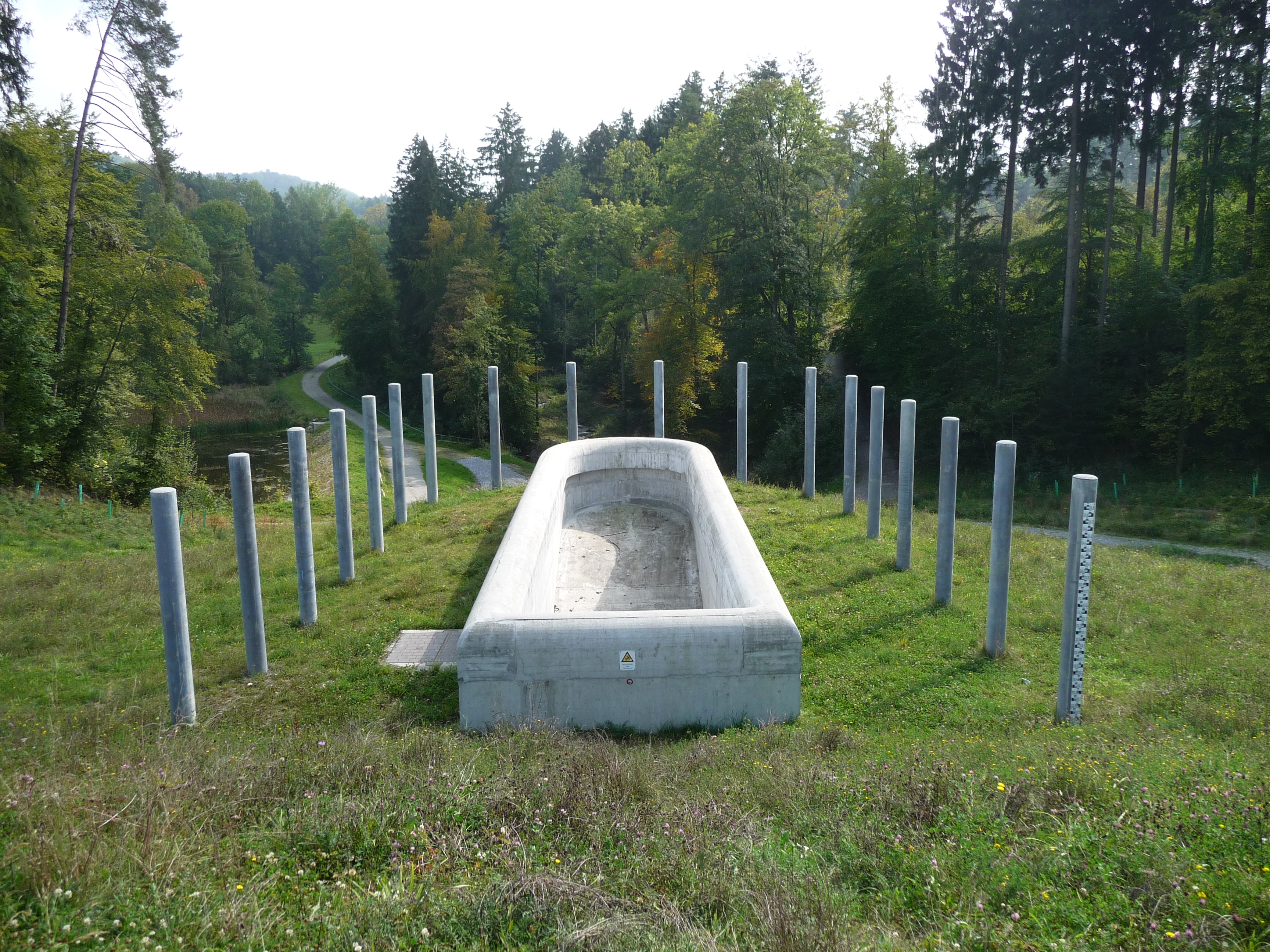
Hochwasserentlastung (2) mit Schwemmholzrechen
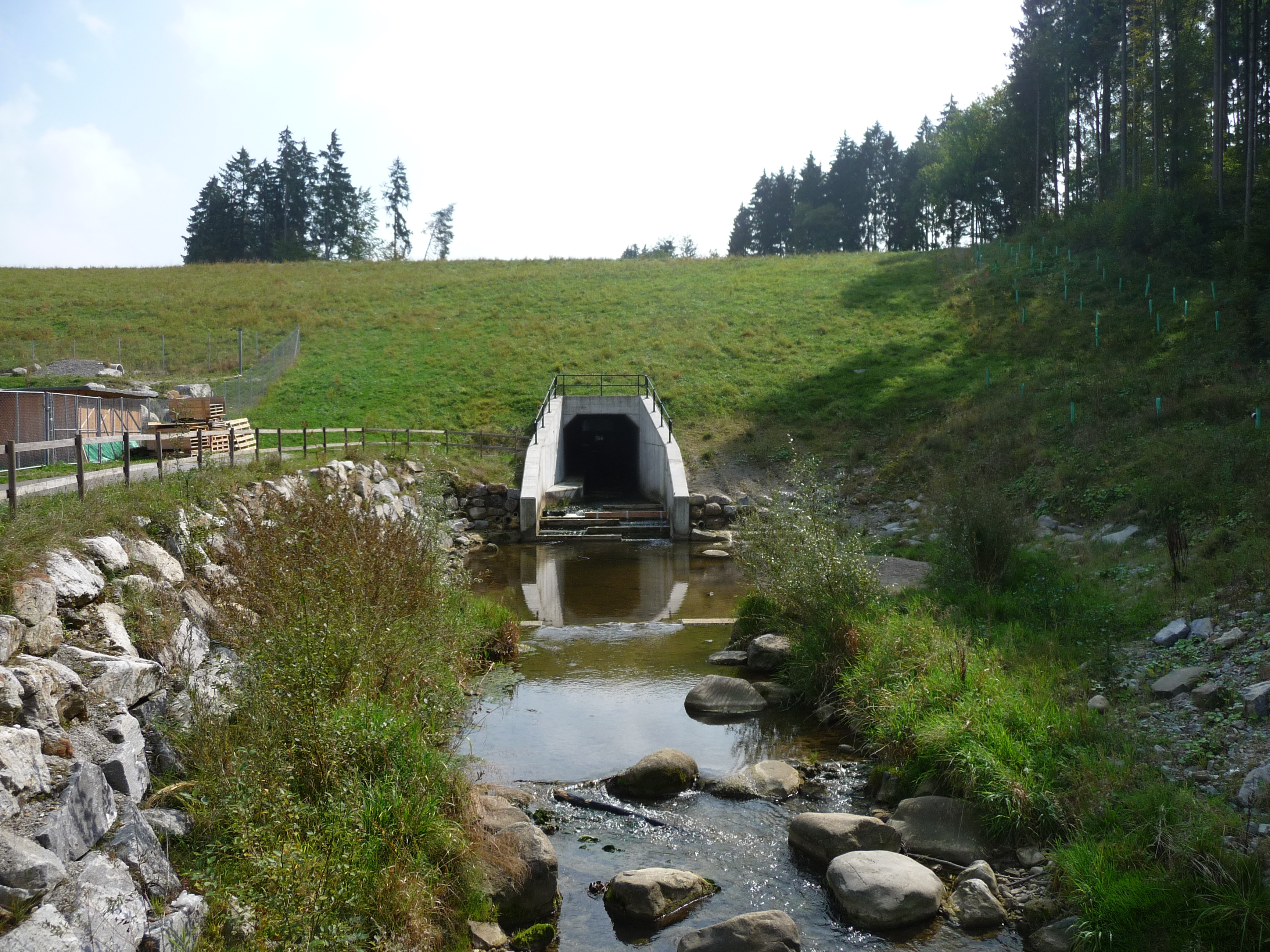
Auslaufbauwerk mit Fischtreppe (4) und anschliessendem Tosbecken (5)

## Ablauf der Baumassnahmen
Der Spatenstich für die Bauarbeiten fand am 2. Juli 2004 statt. Für den Bau des Rückhaltebeckens musste zunächst ein rund 900 Meter langer Teil der Jonentalstrasse an der rechten Talflanke verlegt werden. Ausserdem musste ein Teil des Bachlaufes des Jonenbachs geändert werden.
Vor der Aufschüttung des Dammes wurde zuerst im zentralen Bereich des Dammes der 141 Meter lange Durchlass (1) für den Jonenbach erstellt. Dieser Durchlass besteht aus Beton und wurde in Etappen von 7,5 Meter Länge gefertigt. Der Aussendurchmesser des Betondurchlassbauwerks beträgt etwa vier mal fünf Meter. Anschliessend folgte die ebenfalls aus Beton bestehende Hochwasserentlastung (2) mit dem knapp 17 Meter hohen, schachtförmigen Einlaufbauwerk, der in den Durchlass mündet. Der Zwischenraum unterhalb der Hochwasserentlastung wurde mit Beton unterfüttert. Zuletzt wurde der Erdwall mit einem Dammvolumen von 123.000 Kubikmetern aufgeschüttet. Das Schüttmaterial hierfür wurde zum Teil aus der nahen N4-Baustelle im Knonaueramt zugeführt.
Im Zuge der Aushubarbeiten wurde im Bereich des linken Widerlagers unerwartet eine stark zerklüftete Sandsteinschicht entdeckt, die in Abweichung zum ursprünglichen Detailprojekt zusätzliche Injektionsmassnahmen erfordert hat.
Die Bauarbeiten wurden von der STRABAG AG ausgeführt und im Mai 2007 beendet. Bauherr war die Baudirektion Kanton Zürich. Die Kosten für das Hochwasserrückhaltebecken beliefen sich einschliesslich der notwendigen Verlegung der Jonentalstrasse und Anpassungsarbeiten an der Aeugsterstrasse auf rund 13 Millionen Schweizer Franken (ungefähr 8,5 Millionen Euro). Am 24. Mai 2008 wurde das Bauwerk der Bevölkerung vorgestellt.

## Naturschutzbetrachtungen
Das Becken oberhalb des Hochwasserrückhaltedamms wird nur sehr selten und dann nur für kurze Zeit eingestaut. Es füllt und leert sich innerhalb von Stunden bis maximal einem Tag. Die Vegetation wird deswegen nicht beeinträchtigt. Mit dem Bau eines Rückhaltebeckens wird allerdings auch die Dynamik des Gewässers und der Geschiebetrieb unterbrochen. Auf lange Sicht kann dies beim unterhalb liegenden Bachabschnitt eventuell zu Sohlenerosionen und dann zu Verbauungen sowie zu einer kleineren Strukturvielfalt führen. Untersuchungen des Geschiebehaushalts im Auftrag der Baudirektion des Kantons Zürich im Jahre 2014 bestätigen eine Durchlässigkeit des Rückhaltebeckens in Normaljahren, während es bei grossen Hochwassern zu einem Rückhalt von etwa 100 m³ pro Ereignis kommen kann.
Der unterste Bereich des Beckens direkt vor der Staumauer wird bei kleineren Hochwassern regelmässig überschwemmt. Daher wurde er im vorliegenden Fall als reiner Naturbereich gestaltet. Der Mülweiher wird durch ein oberhalb des Weihers befindliches Wehr im Jonenbach gespeist. Da dieses Wehr für Fische und Kleinstlebewesen nicht passierbar ist, wurde hier ein zusätzliches Umgehungsgewässer für diese Tiere angelegt. Auch am Auslaufbauwerk des Staudamms wurde eine Fischtreppe eingerichtet, so dass die Durchgängigkeit des Jonenbachs für Fische und Kleinstlebewesen gegeben ist.

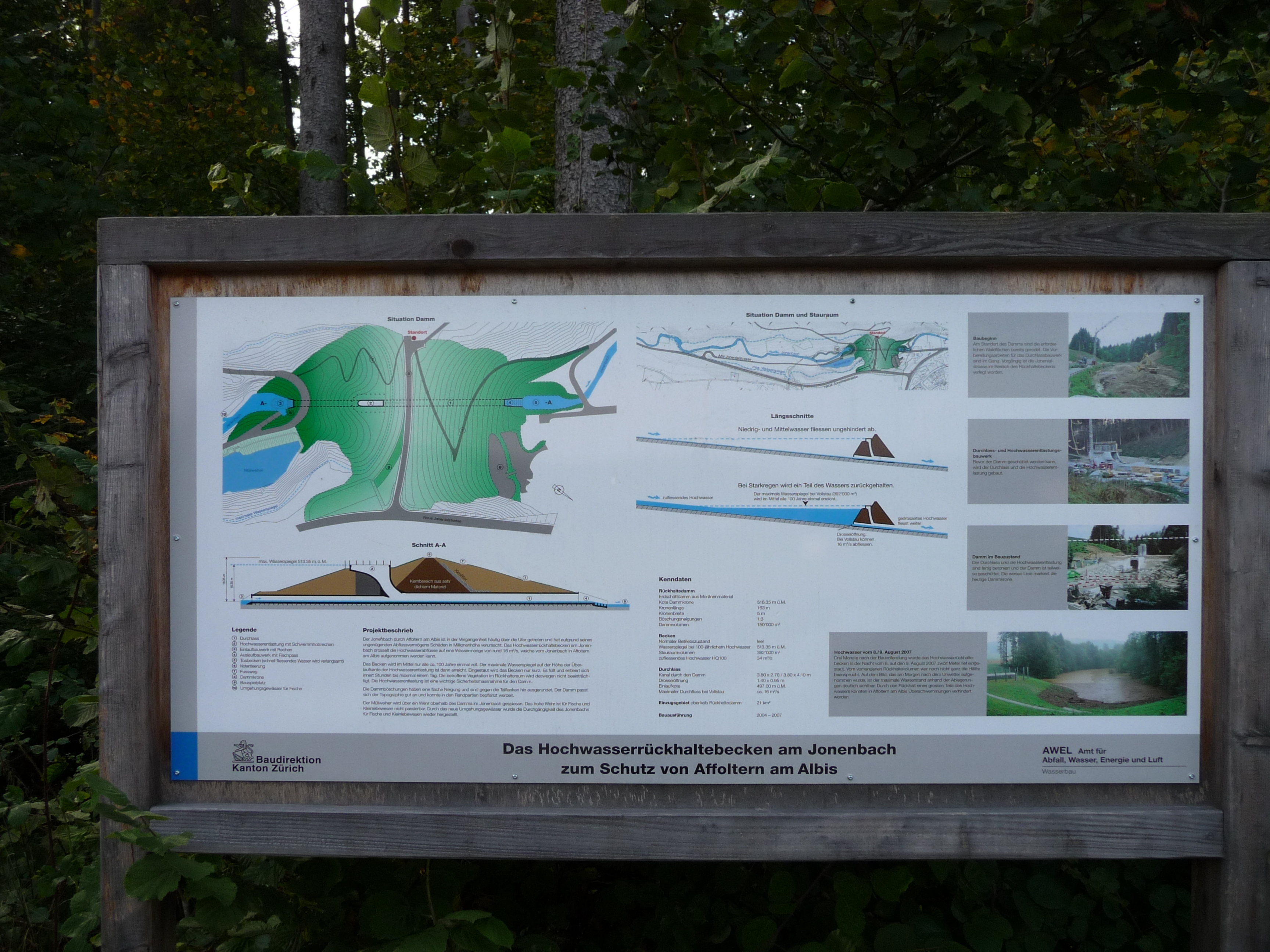
Infotafel am Hochwasserschutzbecken
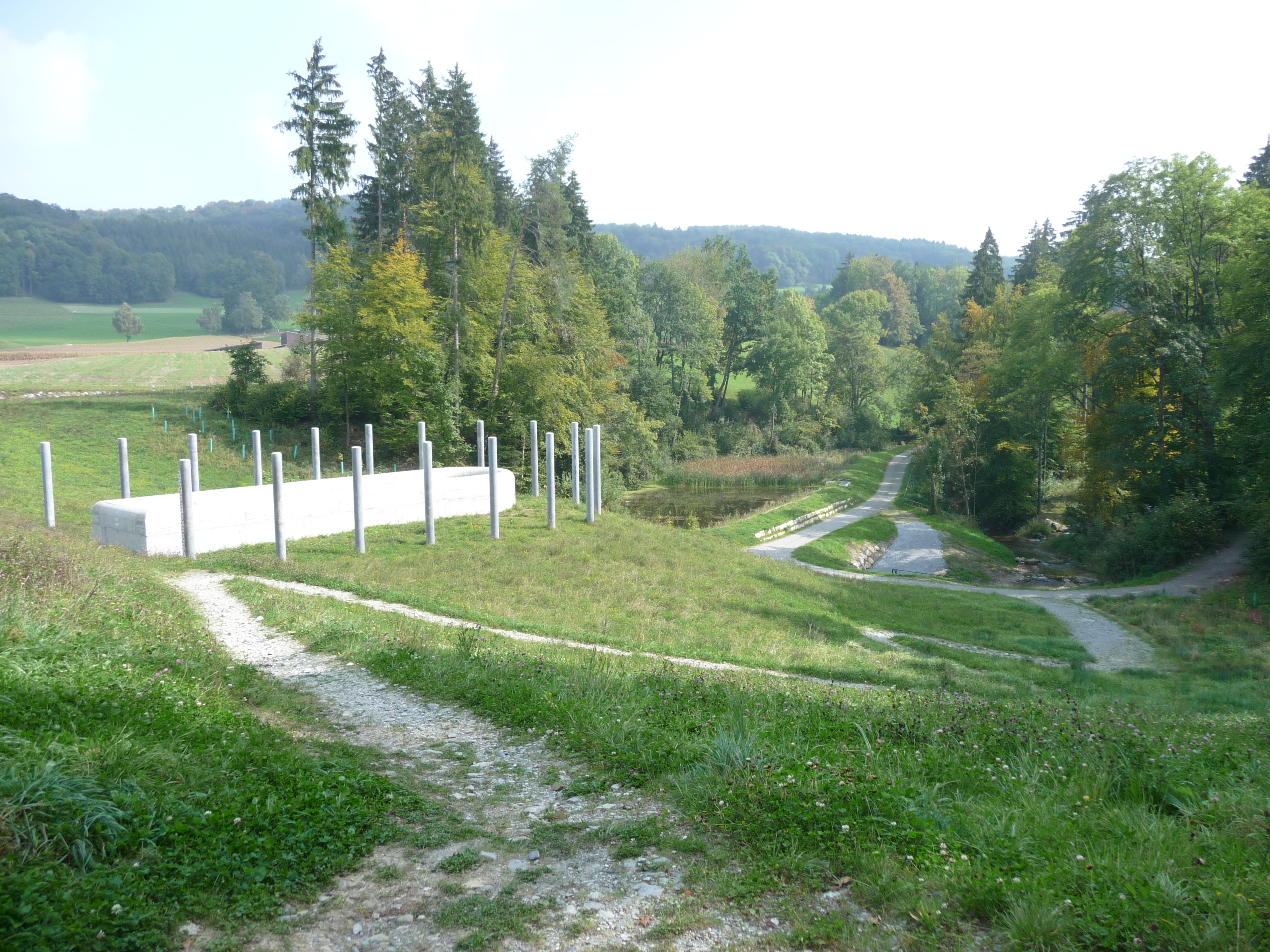
Blick vom Damm auf das ‚grüne‘ Becken mit Mülweiher
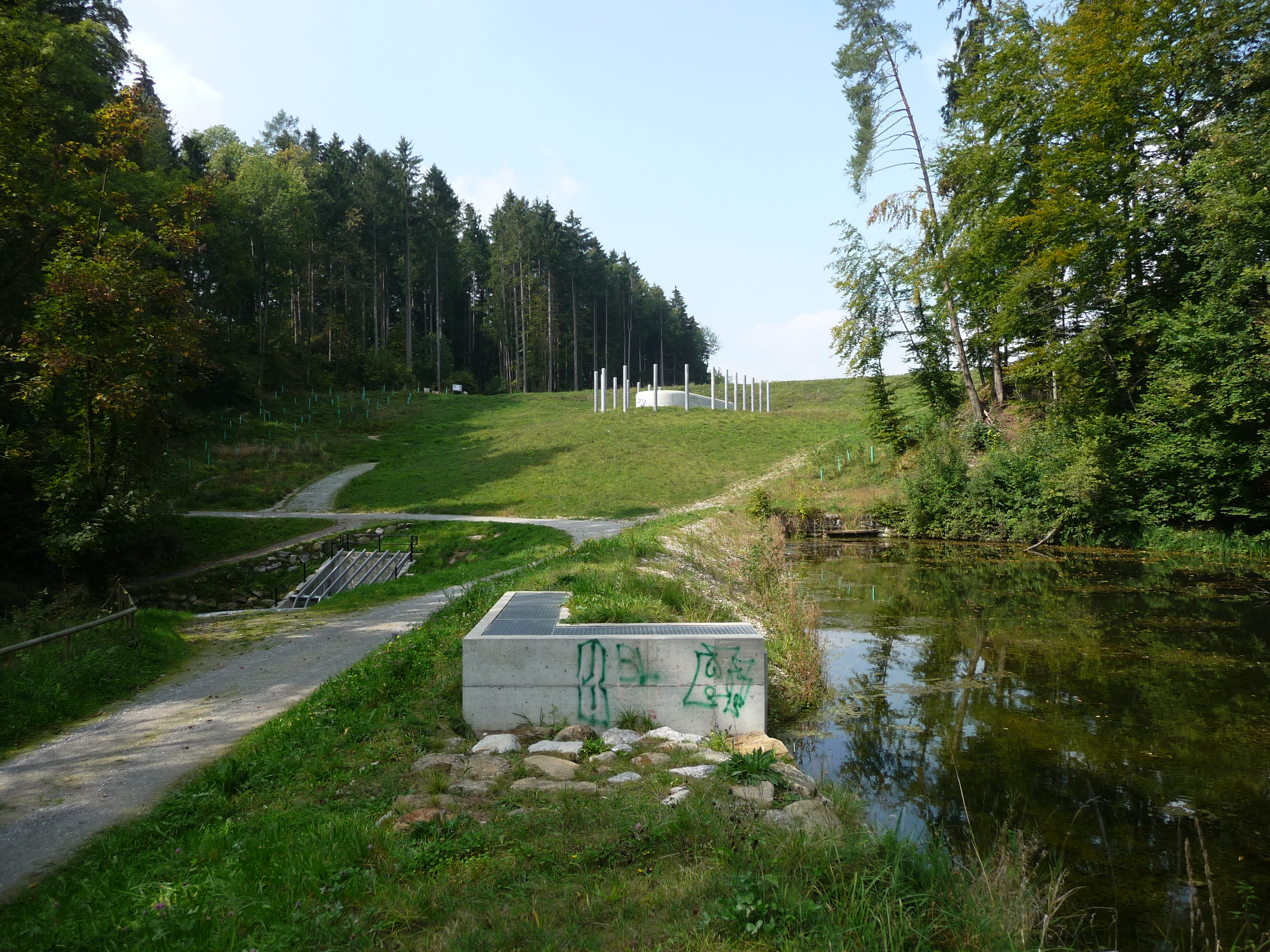
Blick vom Mülweiher auf den Damm
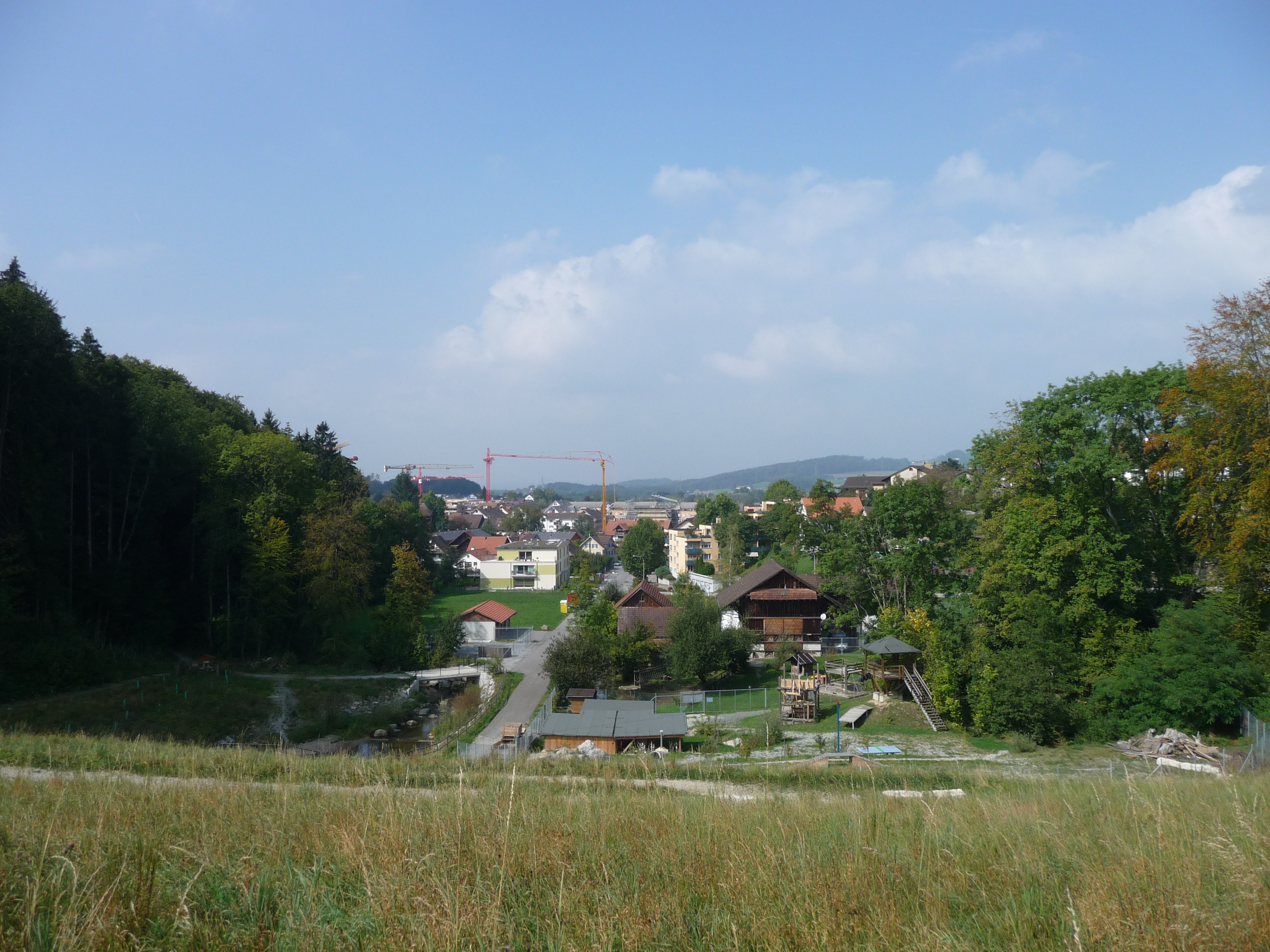
Blick vom Damm auf die Gemeinde Affoltern (mit Spielplatz)

## Hochwasserschutz nach der Inbetriebnahme

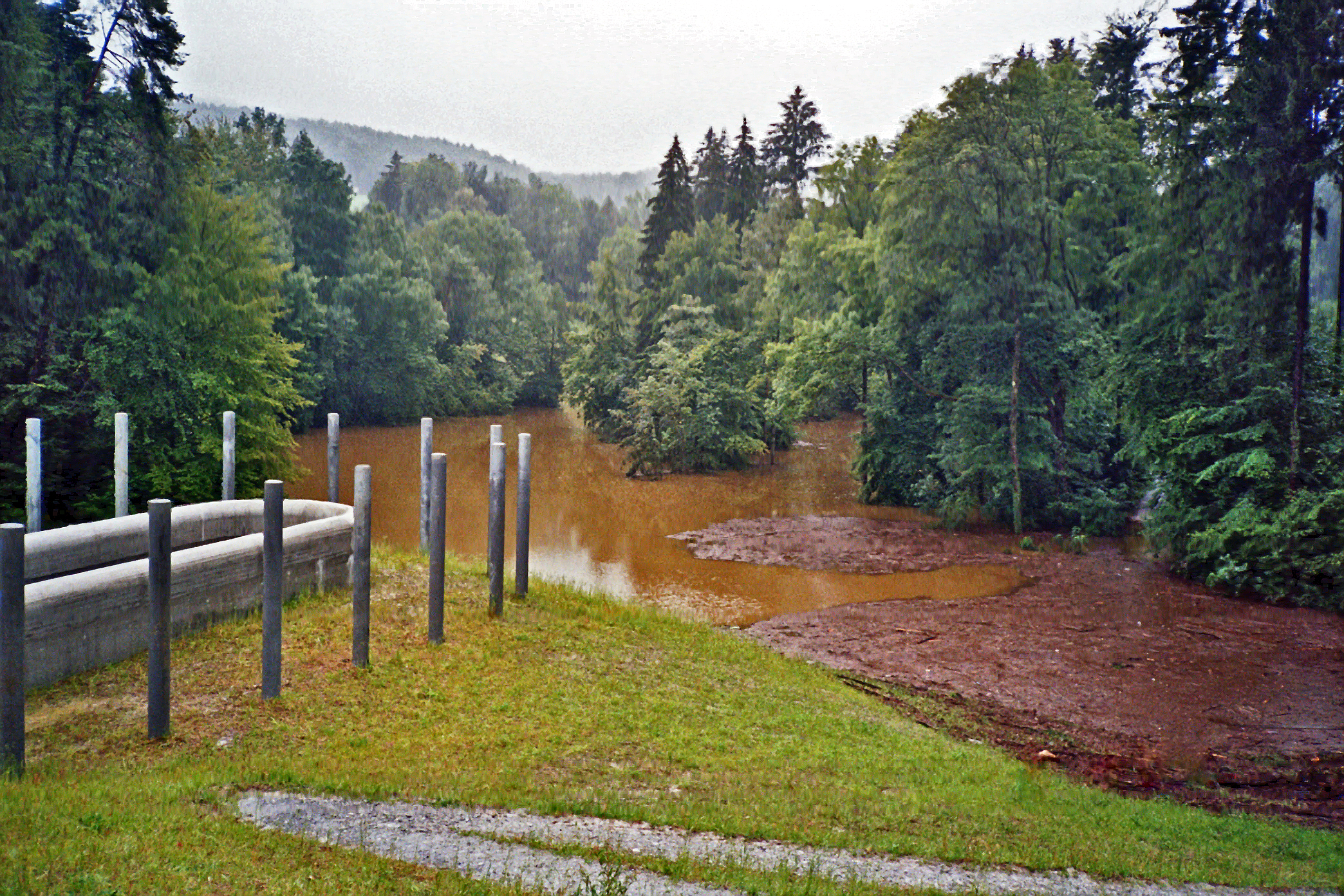
Teilweise gefülltes Becken nach starken Regenfällen (8. August 2007)

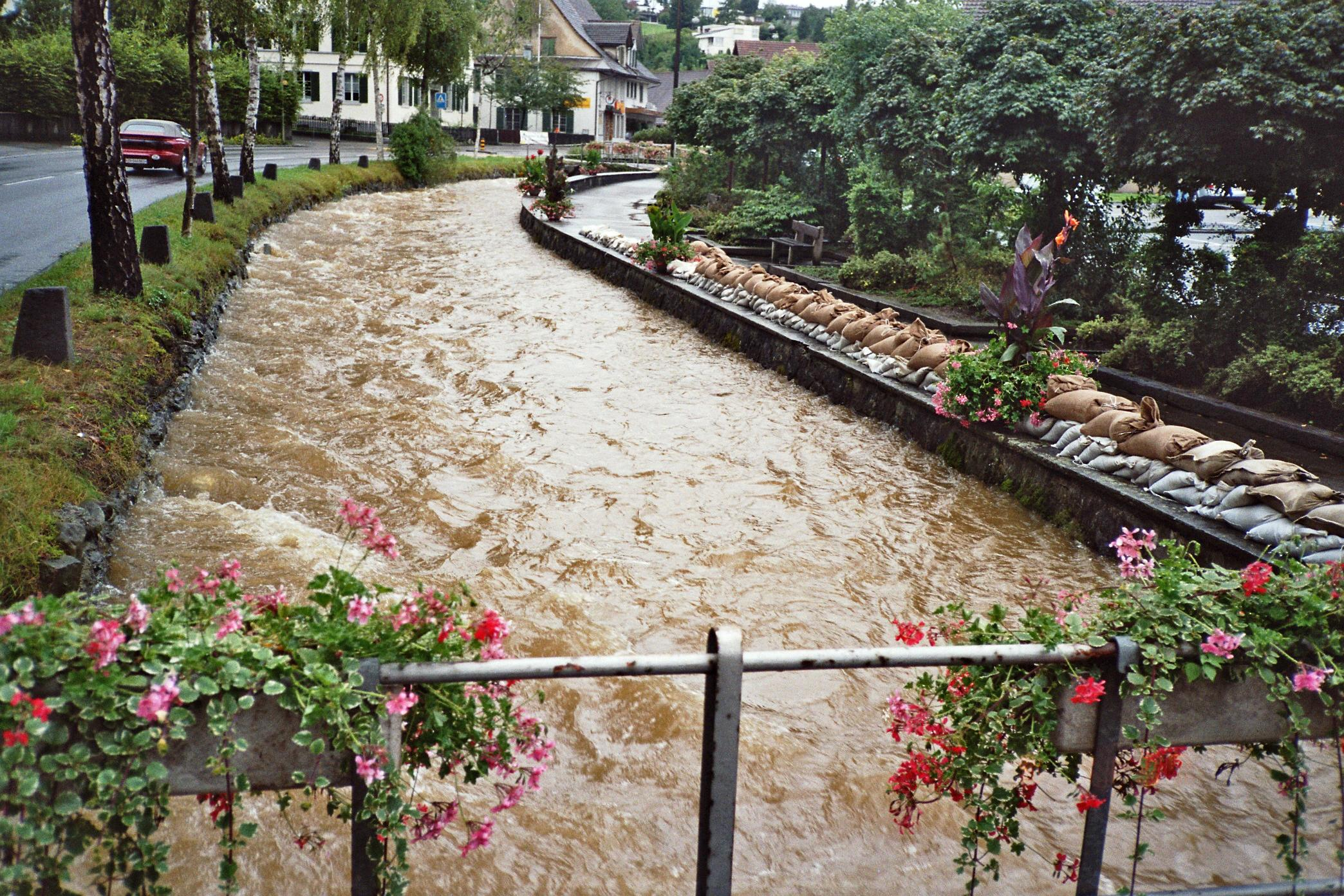
Hochwassersituation im Ort unterhalb des Staudamms (9. August 2007)

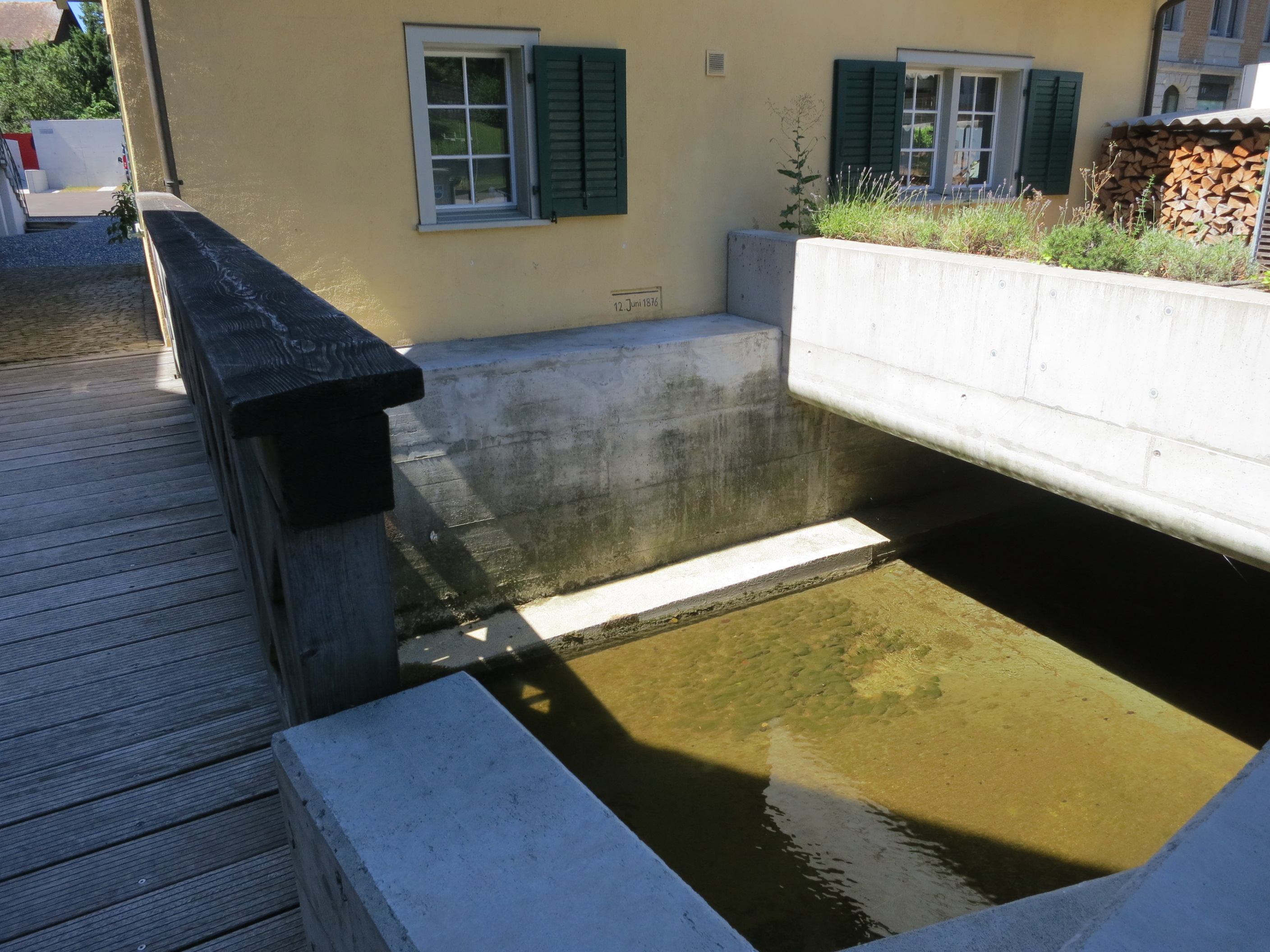
Hochwassermarke vom 12. Juli 1876 in Affoltern

Am 8. und 9. August 2007 wurde die Region durch ein Hochwasser heimgesucht, wie es erwartungsgemäss nur alle 60 bis 70 Jahre vorkommt. Dabei wurde im Einzugsgebiet über zwei aufeinanderfolgende Tage eine Gesamtniederschlagsmenge von 80 bis 130 mm gemessen. Die Böden waren durch vorhergehende Regen bereits teilweise gesättigt, wodurch es schnell zu Oberflächenabfluss kam. Innerhalb weniger Stunden war das Becken knapp zur Hälfte gefüllt; der Wasserspiegel stieg bis 4,35 Meter unter die Überlaufkante der Hochwasserentlastung. Bei diesem Rückhalt wurde der Abfluss von 24 Kubikmeter auf 14 Kubikmeter pro Sekunde gedrosselt, so dass das Siedlungsgebiet unterhalb des Beckens vor Überschwemmung, aber auch vor Schlamm und Schwemmholz verschont blieb.
Aus der Ereignisdokumentation des Amtes für Abfall, Wasser, Energie und Luft geht hervor: „Dieser Abfluss konnte im Siedlungsgebiet Affoltern schadlos abgeführt werden, lediglich bei der Fussgängerbrücke beim Optikergeschäft Büchi (Alte Dorfstrasse) konnte eine Ausuferung nur mit zusätzlichen Massnahmen der Feuerwehr in Form von Sandsäcken verhindert werden. Die Abflusskapazität des Gerinnes im Siedlungsgebiet ist bei einem Abfluss von 14 m3/s also praktisch ausgeschöpft. Bei vollem Einstau des HRB [HRB=Hochwasserrückhaltebecken] Affoltern am Albis wären allerdings rund 2 m3/s mehr abgeflossen, was beim jetzigen Gerinne zu Ausuferungen geführt hätte. Aus diesem Grund wurde die Drosselöffnung beim HRB nach dem Ereignis vorübergehend reduziert, so dass zukünftig auch bei vollem Einstau maximal 14 m3/s abfliessen.“
Weiter heisst es in dem gleichen Bericht: „In der Ereignisdokumentation wurde ausserdem die Gerinnekapazität im Siedlungsgebiet beurteilt. […] Selbst bei einem Abfluss von knapp 12 m3/s (zum Zeitpunkt der Begehung) wiesen 6 von 28 untersuchten Querprofilen ein ungenügendes und weitere 7 ein knappes Freibord auf. Lokale Baumassnahmen mit geringem Aufwand zur Steigerung der Abflusskapazität werden empfohlen. In Zwillikon kam es zu leichten Überschwemmungen, welche keine grossen Schäden anrichteten. Die bekannten Engpässe werden mittelfristig behoben. Erst danach soll die Drosselöffnung wieder wie beim Hochwasser 2007 eingestellt werden.“
Innerhalb des Bereiches des Rückhaltebeckens war ein neuer Bachlauf entstanden. Das Wasser suchte sich einen neuen Weg durch den Wald und riss viele Bäume mit.
Die Schutzwirkung des Rückhaltebeckens bestätigte sich erneut beim Hochwasser im April 2008, das sich nur wenige Monate später ereignete. Die Stärke dieses Hochwassers war jedoch geringer als das von 2007. Auch im Februar 2021 konnte das Rückhaltebecken den unterhalb liegenden Ort erfolgreich vor dem Hochwasser schützen.

## Fussnoten
1. 1 2 3 4 5 6 7 8 9 10 11 12  AWEL: Amt für Abfall, Wasser, Energie und Luft, Infotafel: Hochwasserrückhaltebecken am Jonenbach zum Schutz von Affoltern am Albis
2. 1 2 3 4 5 6 7  Hochwasserschutz am Jonenbach. Archiviert vom Original am 14. Januar 2005; abgerufen am 21. August 2009.
3. 1 2 3 4 5 6  Andrew Faeh, Susanne Eigenheer Wyler und Heinz Hochstrasser: Hochwasserrückhaltebecken: Fortschrittlich und bewährt. (PDF; 318 kB) Basler & Hofmann, archiviert vom Original (nicht mehr online verfügbar) am 30. April 2015; abgerufen am 8. November 2009 (Übersichtsartikel zur Funktionsweise von Hochwasserrückhaltebecken aus UMWELTPRAXIS Nr. 55 / Dezember 2008 Seiten 17–20).
4. 1 2 3 4  Heinz Hochstrasser: NEUE ANFORDERUNGEN AN DEN WASSERBAU – Hochwasserrückhaltebecken am Jonenbach, Affoltern am Albis, Schweiz H. Hochstrasser, M. Aemmer (605ff). (PDF) S. 605–618, archiviert vom Original (nicht mehr online verfügbar) am 28. Dezember 2013; abgerufen am 16. Januar 2016.
5. 1 2  Valentin Grünenfelder: Hochwasserrückhaltebecken am Jonenbach bei Affoltern am Albis. (PDF; 83 kB) Hochschule für Technik Rapperswil, archiviert vom Original am 13. Dezember 2015; abgerufen am 3. November 2009 (Kurzbeschreibung einer Diplomarbeit).
6. 1 2 3 4  STRABAG AG: Hochwasserrückhaltebecken Jonenbach, Jonental, Affoltern am Albis. STRABAG AG Schweiz, archiviert vom Original; abgerufen am 3. November 2009 (Beschreibung zum Bau des Hochwasserrückhaltebeckens).
7. ↑  Hochstrasser, H.; Aemmer, M: Hochwasserrückhaltebecken am Jonenbach, Affoltern am Albis, Schweiz. Fraunhofer Informationszentrum Raum und Bau, abgerufen am 1. November 2009 (Mitteilungen der Versuchsanstalt für Wasserbau, Hydrologie und Glaziologie -VAW-; 208 aus Neue Anforderungen an den Wasserbau. Internationales Symposium 11./12. September 2008. Bd. 2. Zürich: 2008. S. 605–618).
8. ↑  Besichtigung des Hochwasserrückhaltebeckens am Jonenbach oberhalb Affoltern am Albis. Staatskanzlei Kanton Zürich, abgerufen am 17. November 2022 (Medienmitteilung).
9. ↑  Hunzinger, Zahn & Partner AG: Strategisch Planung Geschiebehaushalt Jonenbach. Hrsg.: Baudirektion Kanton Zürich, Amt für Abfall, Wasser, Energie und Luft. Aarau Dezember 2014 (zh.ch [PDF; abgerufen am 8. Mai 2021]).
10. 1 2 3  Andrew Faeh, Lena Petersen und André Müller: Hochwasser vom 8./9. August 2007 im Kanton Zürich. (PDF; 2,0 MB) Basler & Hofmann Mai 2009, archiviert vom Original am 31. Dezember 2013; abgerufen am 16. Januar 2016 (Auswertung und Dokumentation eines Ereignisses – Kurzfassung).
11. ↑  Jonenbach, Rückhaltebecken Affoltern. freiwilliges Forum S9, abgerufen am 3. November 2009 (Bilder der Bauphase und vom Hochwasser 2007).
12. ↑  Anzeiger Bezirk Affoltern: «Zum Glück gibt es das Jonenbach-Rückhaltebecken!» Abgerufen am 8. Mai 2021.